# کامل وشیا
کامل وشیا (انگلیسی: Kamel Ouchia؛ زادهٔ ۲ اکتبر ۱۹۵۶) بازیکن هندبال اهل الجزایر بود.